# 张凤柳
张凤柳（1989年11月15日—），辽宁朝阳人，中国女子自由式摔跤运动员，赢得2013年世界摔跤锦标赛女子自由式72公斤级金牌。2016年获得里约奥运会女子自由式75公斤级摔跤铜牌。